# Tarko-Sale
Tarko-Sale (ros. Тарко-Сале) – miasto w zachodniej Rosji, w Jamalsko-Nienieckim Okręgu Autonomicznym, położone nad rzeką Piakupur. W 2010 roku miasto liczyło 21 103 mieszkańców.
W mieście swoją siedzibę ma przedsiębiorstwo Novatek.